# Theyab Awana
Theyab Awana Ahmed Hussein Al Musabi, plus connu sous le nom de Theyab Awana (arabe : ذياب عوانة) (né le 8 avril 1990 à Abou Dabi aux Émirats arabes unis et mort le 25 septembre 2011), est un joueur de football international émirati, qui jouait au poste d'ailier.

## Biographie
Le 17 juillet 2011, il marque un but très controversé dans son pays, un penalty sur talonnade alors que son équipe du Bani Yas Club menait déjà sur le score de 6-2 contre l'équipe du Liban,. Le club l'emporte finalement 7-2, et Awana est menacé d'être sanctionné, sa sélection ou des officiels émiratis considérant son but comme un manque de respect envers l'adversaire.
Il meurt le 25 septembre 2011 à Abou Dabi des suites d'un tragique accident de voiture.
Ses funérailles ont eu lieu en présence de son oncle et du gardien de but libanais.